# 倉田敬子
倉田 敬子（くらた けいこ、1958年 - ）は、日本の図書館情報学者、教育者。
第18代国立国会図書館長、慶應義塾大学名誉教授。

## 経歴
東洋英和幼稚園、東洋英和女学院小学部、東洋英和女学院中学部・高等部を経て、1981年慶應義塾大学法学部政治学科卒業。1984年慶應義塾大学大学院文学研究科修士課程修了。1987年に同大学院文学研究科図書館・情報学専攻博士課程単位取得退学。
1988年に慶應義塾大学文学部助手に就任し、1993年に助教授に昇格した。2001年に教授に就任し、2021年から同文学部長を務めた。2024年3月をもって定年退職し、名誉教授となる。
同年4月1日に国立国会図書館長に就任した。

## 著書
- 『学術情報流通とオープンアクセス』勁草書房、2007年8月